# ARFU Asian Rugby Championship 1994
L'Asian Rugby Championship 1994 (in inglese 1994 ARFU Asian Rugby Championship) fu il 14º campionato asiatico di rugby a 15 organizzato dall'ARFU, organismo continentale di governo della disciplina.
Si tenne tra il 22 e il 29 ottobre 1994 a Kuala Lumpur, capitale della Malaysia, e vide la riconferma di campione continentale del Giappone, al suo decimo titolo assoluto.
Secondo una formula ormai in uso da diverse edizioni, il campionato si tenne tra otto squadre divise su due gironi da quattro squadre ciascuno, la prima classificata di ognuno dei quali avrebbe disputato la finale per il titolo, mentre la seconda classificata si sarebbe conteso il terzo posto nella finale di consolazione.
Il torneo funse anche da zona asiatica di qualificazione alla Coppa del Mondo di rugby 1995: l'International Rugby Football Board stabilì infatti che la squadra vincitrice del torneo fosse la rappresentante continentale alla Coppa che si sarebbe tenuta l'anno successivo in Sudafrica.
Nel girone del Giappone vi fu completo dominio della squadra campione uscente, che primeggiò a punteggio pieno; in quello dove figuravano Hong Kong, finalista due anni prima, e la Corea del Sud, la questione del primato fu risolta con la vittoria di quest'ultima nell'incontro diretto per 28-17.
Hong Kong meritò altresì la menzione per avere stabilito la più ampia vittoria internazionale mai conseguita fino a tale data, 164-13 contro Singapore, al contempo anche l'incontro con più punti marcati in assoluto.
La finale, che decise sia titolo asiatico che squadra da inviare al mondiale, fu vinta nettamente dal Giappone che allo Stadio Merdeka di Kuala Lumpur prevalse 26-11 sulla Corea del Sud; la finale del terzo posto fu altresì appannaggio di Hong Kong, vittorioso 80-26 su Taipei cinese.

## Squadre partecipanti
| Girone A      | Girone B      |
| ------------- | ------------- |
| Giappone      | Corea del Sud |
| Malaysia      | Hong Kong     |
| Sri Lanka     | Singapore     |
| Taipei cinese | Thailandia    |

## Fase a gironi

### Girone A
| Data            | Incontro                    | Risultato | Sede         |
| --------------- | --------------------------- | --------- | ------------ |
| 22 ottobre 1994 | Giappone XV — Taipei cinese | 56-5      | Kuala Lumpur |
| 22 ottobre 1994 | Malaysia — Sri Lanka        | 23-18     | Kuala Lumpur |
| 24 ottobre 1994 | Giappone XV — Sri Lanka     | 67-3      | Kuala Lumpur |
| 24 ottobre 1994 | Malaysia — Taipei cinese    | 15-23     | Kuala Lumpur |
| 26 ottobre 1994 | Malaysia — Giappone XV      | 9-103     | Kuala Lumpur |
| 26 ottobre 1994 | Sri Lanka — Taipei cinese   | 9-25      | Kuala Lumpur |

#### Classifica
|    | Squadra       | G | V | N | P | P+  | P-  | P±   | PT |
| -- | ------------- | - | - | - | - | --- | --- | ---- | -- |
| A1 | Giappone      | 3 | 3 | 0 | 0 | 226 | 17  | +209 | 6  |
| A2 | Taipei cinese | 3 | 2 | 0 | 1 | 53  | 80  | -27  | 4  |
|    | Malaysia      | 3 | 1 | 0 | 2 | 47  | 144 | -97  | 2  |
|    | Sri Lanka     | 3 | 0 | 0 | 3 | 30  | 115 | -85  | 0  |

### Girone B
| Data            | Incontro                   | Risultato | Sede         |
| --------------- | -------------------------- | --------- | ------------ |
| 23 ottobre 1994 | Singapore — Thailandia     | 5-69      | Kuala Lumpur |
| 23 ottobre 1994 | Hong Kong — Corea del Sud  | 17-28     | Kuala Lumpur |
| 25 ottobre 1994 | Hong Kong — Thailandia     | 93-0      | Kuala Lumpur |
| 25 ottobre 1994 | Corea del Sud — Singapore  | 90-3      | Kuala Lumpur |
| 27 ottobre 1994 | Hong Kong — Singapore      | 164-13    | Kuala Lumpur |
| 27 ottobre 1994 | Corea del Sud — Thailandia | 65-11     | Kuala Lumpur |

#### Classifica
|    | Squadra       | G | V | N | P | P+  | P-  | P±   | PT |
| -- | ------------- | - | - | - | - | --- | --- | ---- | -- |
| B1 | Corea del Sud | 3 | 3 | 0 | 0 | 183 | 31  | +152 | 6  |
| B2 | Hong Kong     | 3 | 2 | 0 | 1 | 274 | 41  | +233 | 4  |
|    | Thailandia    | 3 | 1 | 0 | 2 | 80  | 163 | -83  | 2  |
|    | Singapore     | 3 | 0 | 0 | 3 | 21  | 323 | -302 | 0  |

## Finali

### Finale per il 3º posto
| Kuala Lumpur 29 ottobre 1994 | Hong Kong  | 80 – 26 referto | Taipei cinese | Stadio Merdeka\| Arbitro: \| H Moon-Son \| |
| Arbitro:                     | H Moon-Son |                 |               |                                            |

### Finale
| Arbitro: | Paddy O’Brien |

|                          |      |               |
| Yoshida 38’, 69’         | mt   | 58’ Yoo       |
| Hirose 38’, 69’          | tr   |               |
| Hirose 8’, 40’, 55’, 79’ | c.p. | 43’, 49’ Song |